# Ambroise Chevreux
Le bienheureux Ambroise Chevreux était un moine bénédictin français, né le 13 février 1728 à Orléans et mort le 2 septembre 1792 à Paris. Il fut le dernier supérieur de la congrégation de Saint-Maur.

## Biographie

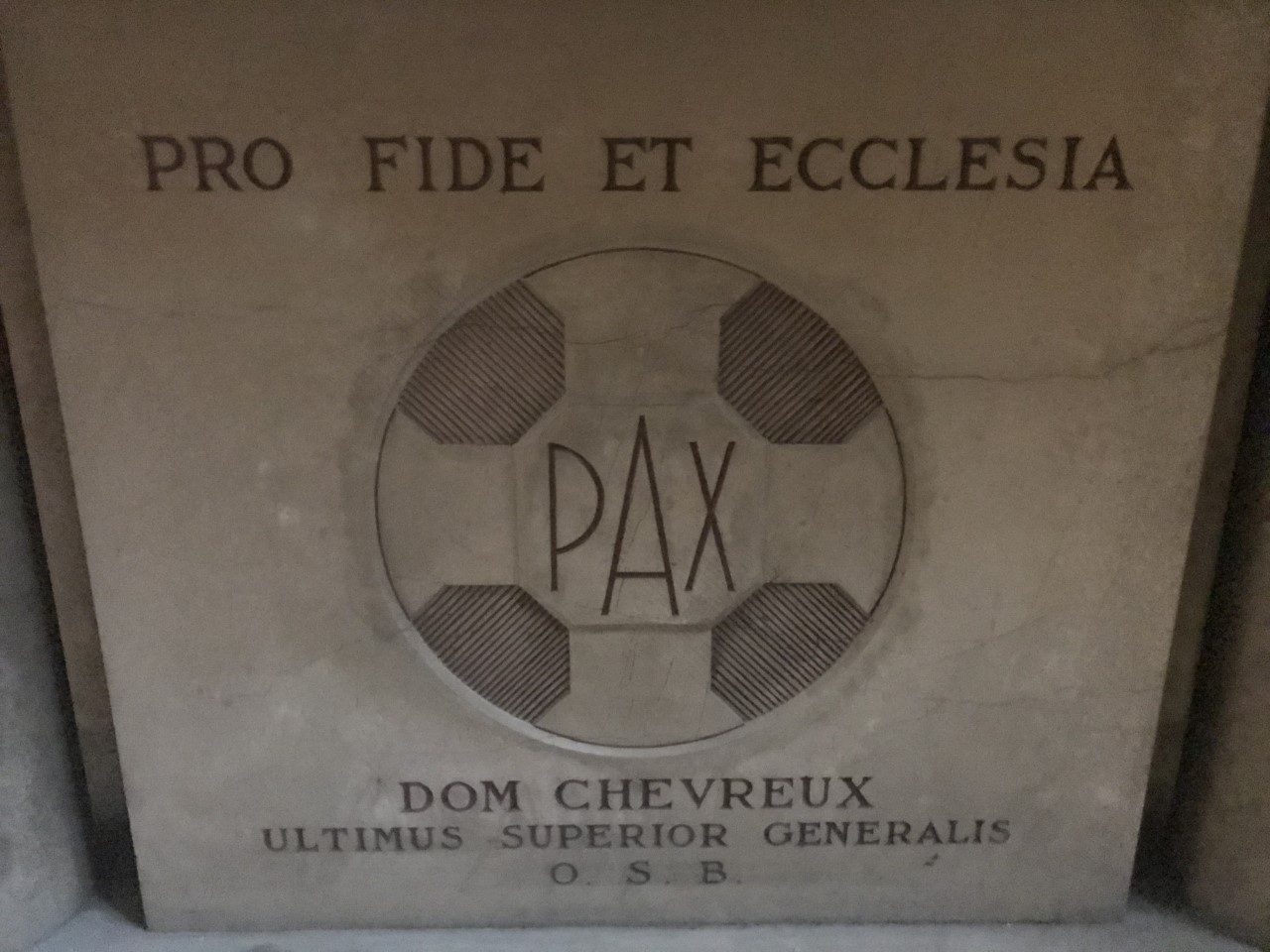
Autel à la chapelle Saint-Benoît de l'église Saint-Germain-des-Prés.

Dom Ambroise Chevreux est moine bénédictin à l'abbaye Saint-Florent de Saumur puis à l'abbaye de Saint-Germain-des-Prés à Paris. Élu supérieur général des Mauristes, il fut confronté aux dissensions qui traversent la vie de la Congrégation durant la seconde moitié du XVIIIe siècle jusqu'à la veille de la révolution.
Il est député du Clergé aux États-généraux de 1789 pour la ville de Paris.
Arrêté après le 10 août 1792 avec son neveu, dom Louis Barreau de La Touche et dom René-Julien Massey, il est incarcéré à la  prison des Carmes à Paris. Il y est massacré le 2 septembre 1792, ainsi que la plupart de ses compagnons de captivité.
Il est béatifié avec 190 autres martyrs par le pape Pie XI le 18 octobre 1926. 